# Dora Zeitz
Dora Zeitz (née le 1er octobre 1913 à Engelfangen, morte le 2 mai 1980 à Dresde) est une résistante allemande au nazisme.

## Biographie
Dora est une des deux filles d'une famille de mineurs de Püttlingen. De 1920 à 1928, elle fréquente l'école primaire puis travaille comme domestique. En 1929, elle devient membre de la Ligue des jeunes communistes d'Allemagne (KJVD). Elle y rencontre son futur mari Friedrich Nickolay. En juin 1933, elle est arrêtée à Mannheim. Après deux mois de prison, elle est expulsée dans le territoire du bassin de la Sarre. Elle soutient la campagne référendaire du KPD.
Après l'annexion de la Sarre au Reich allemand, elle émigre dans le sud de la France. En octobre 1935, elle donne naissance à une fille. Ce n'est qu'en 1938 qu'elle retrouve son mari, qui avait entre-temps fondé la Jeunesse libre allemande (FDJ). Elle soutient à la fois le travail de la FDJ et le groupe d'exil du KPD. Tous deux furent également des soutiens du Front populaire français.
En mai 1940, Dora Zeitz est internée au camp de Gurs et est libérée à l'été 1940 avec le soutien de son mari. Les deux se rendent dans la zone libre. Zeitz s'implique dans le mouvement de la Résistance, pour lequel elle fait de la contrebande de marchandises et d'écrits. Elle est inconnue jusqu'à la fin de la guerre.
Elle se rend ensuite à Paris avec son mari, où elle soutient le Comité Allemagne libre pour l’Ouest (CALPO). Ils retournent ensuite dans la Sarre, où ils tentent de relancer le mouvement communiste et sont des fondateurs du parti communiste de Sarre. Cependant, après que son mari rencontre une autre femme, elle quitte la Sarre et se rend dans la zone d'occupation soviétique en Allemagne.
Elle accueille sa fille et s'installe à Dresde. Le divorce est acté en 1949. En RDA, elle occupe des postes de direction dans les ressources humaines, dont celui de chef du département des ressources humaines à la Faculté des Transports de 1957 à 1968.
Pour son engagement dans la résistance contre le nazisme, elle reçoit l'Ordre du mérite patriotique et la Médaille des combattants contre le fascisme.